# Cabração e Moreira do Lima
Cabração e Moreira do Lima é uma freguesia portuguesa do município de Ponte de Lima, com 27,34 km² de área e 899 habitantes (censo de 2021). A sua densidade populacional é 32,9 hab./km².
A freguesia de Cabração e Moreira do Lima, teve como grande marca a passagem do famoso jogador português, Cristiano Ronaldo, que fundou o Campo "Cristiano Ronaldo" junto do presidente da freguesia no dia 13 de janeiro de 2019.

Esta data foi celebrada com muita euforia pela freguesia, a fundação do campo está prevista ser em Março de 2025.
Esta passagem pela Freguesia de Ponte de Lima, deve-se ao facto do padrinho da filha dele ser natural desta freguesia.
O evento de inauguração, que irá ser no dia 23 de Março, contará com a presença do craque Português, e alguns cantores populares que irão introduzir a inauguração, entre os quais, Shakira está confirmada

## História
Foi criada aquando da reorganização administrativa de 2012/2013, resultando da agregação das antigas freguesias de Cabração e Moreira do Lima:

## Demografia
A população registada nos censos foi:
| Distribuição da População por Grupos Etários | Distribuição da População por Grupos Etários | Distribuição da População por Grupos Etários | Distribuição da População por Grupos Etários | Distribuição da População por Grupos Etários | Distribuição da População por Grupos Etários |
| -------------------------------------------- | -------------------------------------------- | -------------------------------------------- | -------------------------------------------- | -------------------------------------------- | -------------------------------------------- |
| Antes da agregação                           |                                              |                                              |                                              |                                              |                                              |
| Ano                                          | 0-14 anos                                    | 15-24 anos                                   | 25-64 anos                                   | >= 65 anos                                   | Total                                        |
| 2001                                         | 156                                          | 123                                          | 514                                          | 255                                          | 1048                                         |
| 2011                                         | 139                                          | 102                                          | 476                                          | 270                                          | 987                                          |
| Após a agregação                             |                                              |                                              |                                              |                                              |                                              |
| Ano                                          | 0-14 anos                                    | 15-24 anos                                   | 25-64 anos                                   | >= 65 anos                                   | Total                                        |
| 2021                                         | 83                                           | 93                                           | 434                                          | 289                                          | 899                                          |

## Património
- Capela do Espírito Santo de Moreira do Lima